# Каленик (имя)
Каленик — украинское мужское имя. Варианты имени — Калень, Калиник, женская форма — Калина. Образовано от греческих слов καλός («хороший») и nikao («побеждать») — «красивый победитель», украинизированный вариант от греческого имени Каллиник. Его также можно рассматривать как форму славянского имени Калинег. Иногда его связывают с названием хлеба с калиновыми ягодами — калеником.
Имя Каленик упоминается в истории и литературе. В частности в реестре Войска Запорожского 1649 p. среди казаков Чигиринского полка имя Каленик упоминается 8 раз. Одним из казацких гетманов XVII ст. был Каленик Андриевич. В первой половине XV века жил киевский боярин Каленик Мышкович, принадлежавший к ближнему окружению («верной раде») великого князя Свидригайла Ольгердовича, первопредок дворянского рода Тышкевичей. Литературные герои по имени Каленик встречаются в произведениях Карпенко-Карого, Коцюбинского и Багмута.
Имя Каленик также присутствует в украинской детской считалке «Сидір, Мидір та Каленик, та поставили куреник, у куренику сидять, по варенику їдять…» («Сидор, Мидор и Каленик, и поставили куреник, в куренике сидят, по варенику едят…»).
В христианском мире известны несколько религиозных деятелей и святых с именем Каленик. Среди них:
- Каленик I, патриарх Константинополя, православный святой, чья память почитается 23 августа;
- Каленик ІІ, патриарх Константинополя;
- Каленик ІІІ, патриарх Константинополя.

Среди известных украинцев с таким именем:
- Геренчук Каленик Иванович — украинский физико-географ, геоморфолог, ландшафтовед.
- Шейковский Каленик (Каллиник) Васильевич — украинский языковед, этнограф, издатель, педагог.
- Шульжук Каленик Фёдорович — украинский учёный, педагог.
- Терещенко Каленик Мефодьевич — украинский скульптор, автор первого памятника Т. Г. Шевченко, установленного на Монашеской горе в Каневе в 1923 году.
- Лысюк Каленик — военный деятель, предприниматель, филателист, издатель, меценат; дипломатический курьер правительства УНР в экзиле (1922), атаман Зарубежной станицы Украинского свободного казачества в Северной и Южной Америке (1921), директор Украинского музея (г. Онтарио возле г. Лос-Анджелес).

Фамилии производные от имени: Каленик, Калениченко, Каленюк.